# ぱにぽに
『ぱにぽに』は、氷川へきるによる日本のギャグ漫画作品。『月刊Gファンタジー』（スクウェア・エニックス刊）にて2000年11月号から2011年10月号まで連載された。11歳の天才ちびっこ先生、レベッカ宮本を筆頭に、個性的な生徒と教師達の学園生活を描く。

## 概要
桃月学園1年生を中心とした非日常的な日常をユーモラスに描く。基本的に1ページ完結の「1ページ漫画」であるが、ストーリー性が重視されるところではそれに縛られず、おまけマンガなどでは1コマが用いられることもある。
本作からの派生作品に『まろまゆ』や『新感覚癒し系魔法少女ベホイミちゃん』、『桃組っ!!』、『TG天使ジャイ子ちゃん』、『るきあ in the Room』、『祝おしかけカラミティリベンジ』 などがある。
スターチャイルドによるメディアミックスも展開され、2005年7月から12月までテレビ東京系列で『ぱにぽにだっしゅ!』のタイトルでアニメ化された。全26話。

## テレビアニメ
2005年7月から12月まで放送された。全26話。ある程度原作を踏襲しながらも、オリジナル要素を多数盛り込んだ構成になっている。
アニメ化のオファーが集中していた中、氷川へきるや編集部がシャフトを推薦した。「丁寧な作画と気持ち良い動きで表現する」というアニメの一般通念以外の何かを追求し、スタッフが重複する『月詠 -MOON PHASE-』と同様に、舞台劇のセットを思わせるカメラワークを始め、ファッションコーディネーターの起用など様々な趣向を凝らしている。本作で定着した「黒板ネタ」は『それゆけ!宇宙戦艦ヤマモトヨーコ』の頃から監督の新房昭之がやっているもので、『はいからさんが通る』の背景に「今週の御言葉」が書いてあったことを参考にしたものである。また作り手もアニメが好きということを発信する意図もあった。氷川自身アニメオリジナルに積極的だったこともありオリジナル内容が多く、当初は批判が相次いだが、この作品の成功によりアニメ化オファーが通るようになるなどシャフトの財産ともいえる作品となった。
オープニング・エンディング・アイキャッチイラスト、エンドカードは毎回変わる。

### スタッフ
- 原作 - 氷川へきる（月刊Gファンタジー連載 / スクウェア・エニックス刊）[4]
- 監督 - 新房昭之[4]
- シリーズディレクター - 大沼心[4]
- シリーズ構成 - 金巻兼一[4]
- キャラクターデザイン・総作画監督 - 大田和寛[4]
- ファッションコーディネーター - 亀谷響子[4]
- コンセプトデザイン協力 - 尾石達也
- ちびキャラデザイン - あぼしまこ
- 美術監督 - 加藤浩
- カラーデザイン - 滝沢いづみ
- 撮影監督 - 西村徹也
- 編集 - 関一彦
- 音響監督 - 亀山俊樹
- 音楽 - 羽岡佳
- プロデューサー - 森山敦
- アニメーションプロデューサー - 久保田光俊
- アニメーション制作 - ガンジス[4] / SHAFT[4]
- 製作 - ぱにぽに製作委員会

### 登場キャラクター・担当声優
- レベッカ宮本 - 斎藤千和
- メソウサ - 山崎バニラ
- 片桐姫子 - 折笠富美子
- 橘玲 - 雪野五月
- 桃瀬くるみ - 植田佳奈
- 上原都 - 堀江由衣
- 一条さん - 野中藍
- 6号さん - 阪田佳代
- 五十嵐先生 - 大原さやか
- 桃瀬修 - 櫻井孝宏
- 柏木優麻&優奈 - 石毛佐和
- 来栖柚子 - 中世明日香
- 早乙女先生 - 花輪英司
- 綿貫響 - 樋口智恵子
- 白鳥鈴音 - 広橋涼
- 秋山乙女 - 日笠山亜美
- ジジイ - 大竹宏
- 犬神つるぎ - 神谷浩史
- 芹沢茜 - 沢城みゆき
- ベホイミ - 門脇舞
- メディア - 松来未祐
- 南条操 - 生天目仁美
- 宮田晶 - 新谷良子
- 宇宙人艦長 - 麦人
- 宇宙人部下 - 杉田智和
- ネコ神様 - 神谷浩史

### 主題歌

#### オープニングテーマ（テレビ版）
1、25、26話はオープニング無し。
「黄色いバカンス」
作詞 - 斉藤謙策 / 作曲・編曲 - 河合英嗣
2 - 9、14話 - 姫子Ver.（歌 - 桃月学園1年C組feat. 片桐姫子（折笠富美子））
11、13、16話 - 玲Ver.（歌 - 桃月学園1年C組feat. 橘玲（雪野五月））
17話 - くるみVer.（歌 - 桃月学園1年C組feat. 桃瀬くるみ（植田佳奈））
19、22話 - 6号さんVer.（歌 - 桃月学園1年C組feat. 6号さん（阪田佳代））
「ルーレット☆ルーレット」
作詞 - 河合英嗣 / 作曲 - 渡邊美佳 / 編曲 - 渡邊美佳、久保幹一郎 / 歌 - 桃月学園1年C組 feat. 一条さん（野中藍）
10、12、15、18話。
「少女Q」
作詞 - 斉藤謙策 / 作曲・編曲 - 菊谷知樹
20 - 21、23話 - 都Ver.（歌 - 桃月学園1年C組feat. 上原都（堀江由衣））
24話 - 6号さんVer.（歌 - 桃月学園1年C組feat. 6号さん（阪田佳代））

#### オープニングテーマ（DVD版）
26話はオープニング無し。
「黄色いバカンス」
1 - 8話、25話 - 姫子Ver.
15話 - くるみVer.
「ルーレット☆ルーレット」
9 - 14話、16話 - 一条さんVer.
「少女Q」
17 - 23話 - 都Ver.
24話 - 6号さんVer.

#### エンディングテーマ
「ガールッピ」
作詞・作曲 - 渡邊美佳 / 編曲 - 渡邊美佳、橋本学 / 歌 - 桃月学園1年え〜☆び〜組〔柏木優麻・優奈（石毛佐和）、来栖柚子（中世明日香）、綿貫響（樋口智恵子）、白鳥鈴音（広橋涼）、秋山乙女（日笠山亜美）〕
1 - 7、9 - 12話。
「癒し系魔法少女ベホイミ」
作詞 - 佐藤こづえ / 作曲 - 渡邊美佳 / 編曲 - 渡邊美佳、久保幹一郎 / 歌 - ベホイミ（門脇舞以）
8話。
「遥かな夢」
作詞 - 佐藤こづえ / 作曲・編曲 - 菊谷知樹 / 歌 - レベッカ宮本（斎藤千和）
13、25話。
「ムーンライト・ラブ」
作詞・作曲 - 宮島律子 / 編曲 - 菊谷知樹 / 歌 - 桃月学園1年で〜組〔ベホイミ（門脇舞以）、南条操（生天目仁美）、芹沢茜（沢城みゆき）、宮田晶（新谷良子）、メディア（松来未祐）〕
14 - 23話。
「雪月花」
作詞・作曲・編曲 - 河合英嗣 / 歌 - レベッカ宮本（斎藤千和）
24話。
「黄色いバカンス 姫子Ver.」
作詞 - 斉藤謙策 / 作曲・編曲 - 河合英嗣 / 歌 - 桃月学園1年C組feat. 片桐姫子（折笠富美子）
26話。

#### 挿入歌
「ぱにぽにX!」
作詞 - 佐藤こづえ / 作曲・編曲 - 藤田宜之 / 歌 - レベッカ宮本（斎藤千和）
13話。
「一条音頭」
作詞 - 高山カツヒコ / 作曲・編曲 - 河合英嗣 / 歌 - 一条さん（野中藍）
17話、25話。

### 各話リスト
| 話数 | サブタイトル                 | 脚本                | 絵コンテ         | 演出             | 作画監督                                      | エンドカード イラスト        |
| ---- | ---------------------------- | ------------------- | ---------------- | ---------------- | --------------------------------------------- | ---------------------------- |
| 1    | 寒に帷子 土用に布子          | 金巻兼一            | 福田道生         | 大沼心           | 伊藤良明                                      | 大田和寛                     |
| 2    | 紅は園生に植えても隠れなし   | 金巻兼一            | 森山ゆうじ       | 森山雄治         | もりやまゆうじ                                | 鈴木次郎                     |
| 3    | 病む身より見る目             | 金巻兼一            | まつもとよしひさ | まつもとよしひさ | 華房泰堂                                      | MAKOTO2号                    |
| 4    | 晴天をほめるには日没を待て   | 高山カツヒコ        | 田所修           | 江島泰男         | 実原登                                        | むっく                       |
| 5    | 用に叶えば宝なり             | 金巻兼一            | 寺東克己         | 吉田徹           | 中本尚子、中島美子                            | たもりただぢ                 |
| 6    | 藪をつついて蛇を出す         | 金巻兼一            | 尾石達也         | 尾石達也         | 守岡英行                                      | 梶原あや 極山裕 くぼたまこと |
| 7    | 吉凶は人によりて日によらず   | 金巻兼一            | 大沼心           | 木村卓司         | 甲斐泰之、田中穰                              | TAGRO                        |
| 8    | 熊に山椒 鯉に胡椒            | 金巻兼一            | 田所修           | 大沼心           | 伊藤良明、大田和寛                            | あぼしまこ                   |
| 9    | 八歳の翁 百歳の童            | 金巻兼一            | YUKIHIRO         | 石踊宏           | 野田康行                                      | 椿あす                       |
| 10   | 名馬に癖あり                 | 高山カツヒコ        | 福田道生         | 江島泰男         | 実原登                                        | 原田将太郎                   |
| 11   | 人間万事塞翁が馬             | 金巻兼一            | 福田道生         | 鈴木卓夫         | 田中穣                                        | 高坂りと                     |
| 12   | 人に高下なし 心に高下あり    | 高山カツヒコ        | 佐伯昭志         | 西村博昭         | 大河原晴男                                    | かんざきひろ                 |
| 13   | 悪の報いは針の尖             | 金巻兼一            | 森山ゆうじ       | 森山雄治         | もりやまゆうじ                                | 古賀亮一                     |
| 14   | 石を抱いて淵に入る           | 金巻兼一            | 角田一樹         | 加藤洋人         | 加藤洋人                                      | 花見沢Q太郎                  |
| 15   | 堅忍不抜                     | 植竹須美男          | 江島泰男         | 江島泰男         | 実原登                                        | 水無月徹                     |
| 16   | 微かなるより顕かなるはなし   | 金巻兼一            | 福田道生         | 大沼心           | 村山公輔、杉山延寛                            | あずまきよひこ               |
| 17   | 天道は親なし                 | 高山カツヒコ        | 田所修           | 吉田徹           | さのえり、中島美子                            | 竜騎士07                     |
| 18   | 果報は寝て待て               | 金巻兼一            | 西村博昭         | 小田原男         | 岩瀧智                                        | 介錯                         |
| 19   | 芸が身の仇                   | 植竹須美男          | 福田道生         | 木村卓司         | 西田美弥子、春日香                            | 鎌谷悠希                     |
| 20   | 君子危うきに近よらず         | 金巻兼一            | 角田一樹         | 江島泰男         | 実原登                                        | OKAMA                        |
| 21   | 鬼に衣                       | 植竹須美男 金巻兼一 | 森山雄治         | 森山雄治         | もりやまゆうじ、鳥宏明 中本尚子、加藤やすひさ | 小林尽                       |
| 22   | 槿花一日の栄                 | 高山カツヒコ        | 福田道生         | 大沼心           | 伊藤良明                                      | 結賀さとる                   |
| 23   | 弱り目に祟り目               | 金巻兼一            | 田所修           | 西村大樹         | 岩瀧智、亀谷響子                              | 有馬啓太郎                   |
| 24   | 死して屍拾う者なし           | 金巻兼一            | 尾石達也         | 尾石達也         | 守岡英行                                      | ぽよよん♡ろっく              |
| 25   | 危急存亡の秋                 | 高山カツヒコ        | 福田道生         | 江島泰男         | 実原登、阿蒜晃士(メカ)                        | 荒川弘                       |
| 26   | 一寸先は闇                   | 金巻兼一            | 福田道生         | 大沼心           | 大田和寛                                      | 氷川へきる                   |
| OVA  | 断じて行えば鬼神もこれを避く | 高山カツヒコ        | 大田和寛         | 大田和寛         | 大田和寛                                      | 玖珂つかさ                   |

### 放送局
| 放送地域       | 放送局         | 放送期間                      | 放送日時                     | 放送系列       | 備考             |
| -------------- | -------------- | ----------------------------- | ---------------------------- | -------------- | ---------------- |
| 関東広域圏     | テレビ東京     | 2005年7月4日 - 12月26日       | 月曜 1:30 - 2:00（日曜深夜） | テレビ東京系列 |                  |
| 愛知県         | テレビ愛知     | 2005年7月5日 - 12月27日       | 火曜 1:28 - 1:58（月曜深夜） | テレビ東京系列 |                  |
| 福岡県         | TVQ九州放送    | 2005年7月5日 - 12月27日       | 火曜 2:53 - 3:23（月曜深夜） | テレビ東京系列 |                  |
| 大阪府         | テレビ大阪     | 2005年7月6日 - 12月28日       | 水曜 3:10 - 3:40（火曜深夜） | テレビ東京系列 |                  |
| 岡山県・香川県 | テレビせとうち | 2005年7月8日 - 12月30日       | 金曜 2:03 - 2:33（木曜深夜） | テレビ東京系列 |                  |
| 北海道         | テレビ北海道   | 2005年7月9日 - 2006年1月7日   | 土曜 2:00 - 2:30（金曜深夜） | テレビ東京系列 |                  |
| 日本全域       | AT-X           | 2005年12月2日 - 2006年2月24日 | 金曜 11:00 - 12:00           | CS放送         | リピート放送あり |
| 岐阜県         | 岐阜放送       | 2006年10月5日 - 2007年4月5日  | 水曜 0:15 - 0:45（火曜深夜） | 独立UHF局      |                  |

| テレビ東京 月曜1:30 - 2:00（日曜深夜）枠            | テレビ東京 月曜1:30 - 2:00（日曜深夜）枠      | テレビ東京 月曜1:30 - 2:00（日曜深夜）枠               |
| 前番組                                              | 番組名                                        | 次番組                                                 |
| --------------------------------------------------- | --------------------------------------------- | ------------------------------------------------------ |
| まほらば〜Heartful days （2005年1月10日 - 6月27日） | ぱにぽにだっしゅ! （2005年7月4日 - 12月26日） | よみがえる空 -RESCUE WINGS- （2006年1月9日 - 3月27日） |

### DVD
全てキングレコード・スターチャイルドレーベルから発売。ジャケットはリバーシブル仕様で、裏面には本編の後に放送された「氷川へきる劇場」が印刷されている。また、初回限定版には、エンドカードなどの様々な特典が付属された。
2009年4月15日には、全26話とオリジナル短編1本を収録したDVD-BOXが発売された。
- 第1巻 KIBA-91291（初回）/KIBA-1291（通常）：2005年11月23日発売
  - エンドカード3枚・エンドカードホルダー付属、1 - 4話収録。
- 第2巻 KIBA-1292：2005年12月21日発売
  - エンドカード1枚付属、5 - 8話収録。
- 第3巻 KIBA-91293（初回）/KIBA-1293（通常）：2006年1月25日発売
  - エンドカード1枚・全巻収納ボックス付属、9 - 12話収録。
- 第4巻 KIBA-1294：2006年2月22日発売
  - エンドカード1枚付属、13 - 16話収録。
- 第5巻 KIBA-91295（初回）/KIBA-1295（通常）：2006年3月24日発売
  - エンドカード1枚・トランプ付属、17 - 20話収録。
- 第6巻 KIBA-1296：2006年4月26日発売
  - エンドカード1枚付属、21 - 24話収録。
- 第7巻 KIBA-91297（初回）/KIBA-1297（通常）：2006年5月24日発売
  - エンドカード1枚・タロットカード付属、25・26話収録。
- DVD-BOX KIBA-91646 - 91653 ：2009年4月15日発売
  - エンドカード32枚付属、1 - 26話、オリジナル短編（30分）収録。

アニメ版では全編通して、ベッキーは父親がアメリカ人、母親が日本人と言うことになっている（原作は逆）。ただしアニメ版の公式ガイドブックにはちゃんと原作通りに書いてある。
テレビ放送時に修正が加えられている。第2話「紅は園生に植えても隠れなし」は、テレビ放送時には「紅は園生に映えても隠れなし」となっていたが、後のDVD版で修正されている。
声優女性陣による「魔女会」という食事会が開かれたことがあり、その会では『魔女○○』とあだ名が付けられる（ネットラジオ『ぱにらじだっしゅ!より』）。

#### 北米版
- Paniponi Dash, Vol. 1 "Lethal Lesson" DPPD/001 - 2006年12月5日発売
- Paniponi Dash, Vol. 2 "Girls N Roses" DPPD/BX1（初回）・DPPD/002（通常） - 2007年2月6日発売
  - 初回限定版には全巻収納ボックス付属。
- Paniponi Dash, Vol. 3 "Class of Death" DPPD/003 - 2007年4月17日発売
- Paniponi Dash, Vol. 4 "Iron Teacher" DPPD/004 - 2007年6月12日発売
- Paniponi Dash, Vol. 5 "Delinquent Genius" DPPD/005 - 2007年8月14日発売
- Paniponi Dash, Vol. 6 "Chaos Cum Laude" DPPD/006 - 2007年10月23日発売
- Paniponi Dash Set #8025249 - 2009年3月10日発売

#### イギリス版
- Paniponi Dash, Vol. 1 "Lethal Lesson" DPPD-001 - 2007年7月2日発売
- Paniponi Dash, Vol. 2 "Girls N Roses" DPPD-002 - 2007年9月10日発売
- Paniponi Dash, Vol. 3 "Class of Death" DPPD-003 - 2008年1月21日発売
- Paniponi Dash, Vol. 4 "Iron Teacher" DPPD-004 - 2008年1月21日発売
- Paniponi Dash, Vol. 5 "Delinquent Genius" DPPD-005 - 2008年4月28日発売
- Paniponi Dash, Vol. 6 "Chaos Cum Laude" DPPD-006 - 2008年6月23日発売

#### 台湾版
- 嬉皮笑園DVD1 HMD-041 - 2007年1月30日発売
  - 1 - 4話収録。初回限定版には全巻収納ボックスおよびエンドカードバインダー付属。
- 嬉皮笑園DVD2 HMD-042 - 2007年3月7日発売
  - 5 - 8話収録。
- 嬉皮笑園DVD3 HMD-043 - 2007年4月7日発売
  - 9 - 12話収録。
- 嬉皮笑園DVD4 HMD-044 - 2007年5月2日発売
  - 13 - 16話収録。
- 嬉皮笑園DVD5 HMD-045 - 2007年6月30日発売
  - 17 - 20話収録。
- 嬉皮笑園DVD6 HMD-046 - 2007年6月30日発売
  - 21 - 24話収録。
- 嬉皮笑園DVD7 HMD-047 - 2007年7月30日発売
  - 25・26話収録。

### Blu-ray
2017年4月26日には、DVD-BOXと同内容+新規録り下ろしのオーディオコメンテータリーを収録したBlu-rayBOXが発売された。

## 単行本

### ぱにぽに
- 第1巻 初版 2001年9月27日 ISBN 4-7575-0522-1
- 第2巻 初版 2002年5月27日 ISBN 4-7575-0684-8
- 第3巻 初版 2003年1月27日 ISBN 4-7575-0843-3
- 第3巻初回限定版 初版 2003年1月27日 ISBN 4-7575-0844-1
  - 付録 - 飛び出す絵本
- 第4巻 初版 2003年9月27日 ISBN 4-7575-1004-7
- 第4巻初回限定版 初版 2003年9月27日 ISBN 4-7575-1003-9
  - 付録 - ぱにぽに取扱説明書
- 第5巻 初版 2004年6月18日 ISBN 4-7575-1207-4
- 第5巻初回限定特装版 初版 2004年6月18日 ISBN 4-7575-1202-3
  - 付録 - ぱにぽに4コマ+ショートコミック劇場
- 第6巻 初版 2004年11月18日 ISBN 4-7575-1294-5
- 第6巻初回限定特装版 初版 2004年11月18日 ISBN 4-7575-1293-7
  - 付録 - ぱにぽに4コマ+ショートコミック劇場2
- 第7巻 初版 2005年7月18日 ISBN 4-7575-1449-2
- 第7巻初回限定特装版 初版 2005年7月18日 ISBN 4-7575-1448-4
  - 付録 - 桃月スタイル
- 第8巻 初版 2005年12月18日 ISBN 4-7575-1572-3
- 第8巻初回限定特装版 初版 2005年12月18日 ISBN 4-7575-1548-0
  - 付録 - ぱにぽにいろはかるたブック
- 第9巻 初版 2006年8月18日 ISBN 4-7575-1736-X
- 第9巻初回限定特装版 初版 2006年8月18日 ISBN 4-7575-1716-5
  - 付録 - スクールメガネ
- 第10巻 初版 2007年10月18日 ISBN 978-4-7575-2043-1
- 第10巻初回限定特装版 初版 2007年10月18日 ISBN 978-4-75752041-7
  - 付録 - ピーチガールズアイランド
- 第11巻 初版 2009年2月27日 ISBN 978-4-7575-2471-2
- 第11巻初回限定特装版 初版 2009年2月27日 ISBN 978-4-7575-2470-5
  - 付録 - レベッカ宮本大百科
- 第12巻 初版 2009年7月27日 ISBN 978-4-7575-2576-4
- 第12巻初回限定特装版 初版 2009年7月27日 ISBN 978-4-7575-2575-7
  - 付録 - DJCD  帰ってきた新・ぱにらじの逆襲リターンズ!
- 第13巻 初版 2009年11月27日 ISBN 978-4-7575-2712-6
- 第13巻初回限定特装版 初版 2009年11月27日 ISBN 978-4-7575-2711-9
  - 付録 - パニベンチャーゲームブック ベッキーと魔法の扉
- 第14巻 初版 2010年4月27日 ISBN 978-4-7575-2865-9
- 第15巻 初版 2010年11月27日 ISBN 978-4-7575-3018-8
- 第15巻 初回限定特装版 2010年11月27日 ISBN 978-4-7575-3017-1
  - 付録 - ドラマCD『ぱにぽに』一難去ってまた一難
- 第16巻 初版 2011年5月27日 ISBN 978-4-7575-3247-2
- 第17巻 初版 2011年11月25日 ISBN 978-4-7575-3354-7
- 第17巻 初回限定特装版 2011年11月25日 ISBN 978-4-7575-3355-4

#### 台湾版
- 嬉皮笑園 (1) 2006年2月25日初版 ISBN 986-156-445-4
- 嬉皮笑園 (2) 2006年2月25日初版 ISBN 986-156-452-7
- 嬉皮笑園 (3) 2006年3月25日初版 ISBN 986-156-484-5
- 嬉皮笑園 (4) 2006年5月25日初版 ISBN 986-156-499-3
- 嬉皮笑園 (5) 2006年5月25日初版 ISBN 986-156-500-0
- 嬉皮笑園 (6) 2006年5月25日初版 ISBN 986-156-501-9
- 嬉皮笑園 (7) 2006年6月1日初版 ISBN 986-156-577-9
- 嬉皮笑園 (8) 2006年6月1日初版 ISBN 986-156-578-7
- 嬉皮笑園 (9) 2006年12月6日初版 ISBN 986-156-759-3
- 嬉皮笑園 (10) 2007年12月21日初版 ISBN 978-986-209-229-3
- 嬉皮笑園 (11) 2009年5月25日初版 ISBN 978-986-209-869-1
- 嬉皮笑園 (12) 2009年9月25日初版 ISBN 978-986-256-008-2
- 嬉皮笑園 (13) 2010年2月22日初版 ISBN 978-986-256-192-8

#### 韓国版
- 패닉스쿨 1권 2005年6月28日初版 ISBN 9788952968296
- 패닉스쿨 2권 2005年7月16日初版 ISBN 9788952969156
- 패닉스쿨 3권 2005年7月30日初版 ISBN 9788952972323
- 패닉스쿨 4권 2005年9月23日初版 ISBN 9788952974235
- 패닉스쿨 5권 2005年10月15日初版 ISBN 9788952975232
- 패닉스쿨 6권 2005年11月12日初版 ISBN 9788952976314
- 패닉스쿨 7권 2005年12月27日初版 ISBN 9788952976819
- 패닉스쿨 8권 2006年1月17日初版 ISBN 9788952978745
- 패닉스쿨 9권 2006年9月28日初版 ISBN 9788952989079
- 패닉스쿨 10권 2008年1月3日初版 ISBN 9788925803661
- 패닉스쿨 11권 2009年6月25日初版 ISBN 9788925828282
- 패닉스쿨 12권 2009年11月25日初版 ISBN 9788925835211
- 패닉스쿨 13권 2010年3月15日初版 ISBN 9788925842028

### ぱにぽに公式ガイド
「試験に出るぱにぽにだっしゅ!」と「今日から使えるぱにぽにだっしゅ!」はアニメ版の公式ガイドブック。
- 「桃月学園絶対合格マニュアル」 初版 2005年3月18日 ISBN 4-7575-1383-6
- 「試験に出るぱにぽにだっしゅ!」 初版 2005年12月18日 ISBN 4-7575-1571-5
- 「今日から使えるぱにぽにだっしゅ!」 初版 2006年4月18日 ISBN 4-7575-1664-9

また、DVD7巻または公式ガイド3に付属の応募券を『Gファンタジー』本誌の応募用紙に添付し期間内に送った場合に手に入ったガイドブック3.5「もっともっとぱにぽにだっしゅ!」が存在する。

### ぱにぽにリミックス
1 - 7巻のダイジェスト版。
初版 2005年10月18日 ISBN 4-7575-1563-4

### ぱにぽに似コミックぽにぱに
公式アンソロジーコミック。
- 第1集 初版 2005年12月18日 ISBN 4-7575-1582-0
- 第2集 「ベホイミ編」 初版2006年8月18日 ISBN 4-7575-1700-9
- 第3集 初版 2006年9月18日 ISBN 4-7575-1737-8
- 第4集 初版 2007年10月18日 ISBN 978-4-7575-2112-4

## ぱにぽに大富豪 1年C組
2006年4月3日にiモード（月額105円コース〈5ポイント〉と315円コース〈15ポイント〉が有る）、ボーダフォンライブ!（210円）対応ウェブサイト“スクウェア・エニックス ポケットパズル”にて配信が開始されたカードゲーム。5月には1年D組版も配信された。2007年1月25日よりC組版D組版を統合し、『ぱにぽに大富豪DX』と名を変えたEZweb (BREW) 版も配信開始。2008年4月30日にスクウェア・エニックス ポケットパズルのサービスが終了した後は、スクエニMobileにて落としきりアプリという形で420円で販売された。
プレイヤーは桃月学園の転校生として各登場者5人と大富豪で対戦する。全員に勝つと隠しキャラクターが登場する。このゲームに関連して、『Gファンタジー』2006年6月号に掲載された漫画版ぱにぽに119話には大富豪を遊ぶ描写がある。
外部リンク
- 制作 - おしらせ YURA制作『ぱにぽに大富豪1年C組』の配信が始まりました
- 製作 - 制作実績-携帯電話用コンテンツ 熱中日和
- スクウェア･エニックス ポケットパズルで『ぱにぽに大富豪 1年C組』の配信が開始 - ファミ通.com
- スクウェア・エニックス、「ぱにぽに」の携帯アプリ登場。iモード-Vフォン「ぱにぽに大富豪 1年C組」

## インターネットラジオ
2005年11月7日から2006年2月2日まで、スターチャイルドのアニメ版公式サイトで『魔法少女ベホイミの『新感覚☆癒し研究室』』の配信が行われていた。パーソナリティはベホイミ役の門脇舞（現・門脇舞以）が担当。
2005年12月22日より2006年9月まで、アニメイトTVにて「レベッカ宮本の世界一ウケたい授業!「○○○○」略して『ぱにらじだっしゅ!』（「○○○○」の部分は毎回変わる）」の配信が行われていた。パーソナリティはレベッカ宮本役の斎藤千和が担当。

## CD

### 原作コミック版準拠
- ドラマCDぱにぽにVol. 1 Ver. ケイエスエス 〜メソウサ誘拐!? 天才美少女チビッ子探偵ベッキーの憂鬱〜 編（2004年2月27日発売、ケイエスエス）
- ドラマCDぱにぽにVol. 2 Ver. スクウェア・エニックス 世界最後の授業〜ベッキー危機一髪〜編（2004年3月27日発売、スクウェア・エニックス）
- ドラマCDぱにぽにVol. 3 Ver. フロンティアワークス 〜修学旅行密着24時!〜編（2004年4月23日発売、フロンティアワークス）
- ドラマCDぱにぽにセカンドシーズンVol. 1（2004年10月22日発売、フロンティアワークス）
- ドラマCDぱにぽにセカンドシーズンVol. 2（2004年12月22日発売、フロンティアワークス）
- ドラマCDぱにぽにセカンドシーズンVol. 3（2005年2月25日発売、フロンティアワークス）
- ドラマCDぱにぽに 〜正調C組日誌〜（月刊Gファンタジー2005年3月号付録）

### TV版準拠
全てスターチャイルド（キングレコード）より発売。

#### オープニングテーマ
- 「ぱにぽにだっしゅ!」OPテーマ第1弾 黄色いバカンス桃月学園1年C組feat.片桐姫子&橘玲（2005年8月24日）
  1. 黄色いバカンス（feat.片桐姫子）
歌：桃月学園1年C組 feat.片桐姫子（片桐姫子（折笠富美子）、橘玲（雪野五月）、桃瀬くるみ（植田佳奈）、上原都（堀江由衣）、一条さん（野中藍）、6号さん（阪田佳代））
テレビ版2-9、14話、DVD版1-8、25話オープニングテーマ
  2. 黄色いバカンス（feat.橘玲）
歌：桃月学園1年C組 feat.橘玲（橘玲（雪野五月）、片桐姫子（折笠富美子）、桃瀬くるみ（植田佳奈）、上原都（堀江由衣）、一条さん（野中藍）、6号さん（阪田佳代））
テレビ版11、13、16話オープニングテーマ
- 「ぱにぽにだっしゅ!」OPテーマ第2弾 ルーレット☆ルーレット桃月学園1年C組feat.一条さん&桃瀬くるみ（2005年9月22日）
  1. ルーレット☆ルーレット（feat.一条さん）
歌：桃月学園1年C組 feat.一条さん（一条さん（野中藍）、片桐姫子（折笠富美子）、橘玲（雪野五月）、桃瀬くるみ（植田佳奈）、上原都（堀江由衣）、6号さん（阪田佳代））
テレビ版10、12、15、18話、DVD版9-14、16話オープニングテーマ
  2. ルーレット☆ルーレット（feat.桃瀬くるみ）
歌：桃月学園1年C組 feat.桃瀬くるみ（桃瀬くるみ（植田佳奈）、片桐姫子（折笠富美子）、橘玲（雪野五月）、上原都（堀江由衣）、一条さん（野中藍）、6号さん（阪田佳代））
- 「ぱにぽにだっしゅ!」OPテーマ第3弾 少女Q桃月学園1年C組fert.上原都子&6号さん（2005年11月23日）
  1. 少女Q（feat.上原都）
歌：桃月学園1年C組 feat.上原都（上原都（堀江由衣）、片桐姫子（折笠富美子）、橘玲（雪野五月）、桃瀬くるみ（植田佳奈）、一条さん（野中藍）、6号さん（阪田佳代））
テレビ版20-21、23話、DVD版17-23話オープニングテーマ
  2. 少女Q（feat.6号さん）
歌：桃月学園1年C組 feat.6号さん（6号さん（阪田佳代）、片桐姫子（折笠富美子）、橘玲（雪野五月）、桃瀬くるみ（植田佳奈）、上原都（堀江由衣）、一条さん（野中藍））
テレビ版24話、DVD版24話オープニングテーマ

#### エンディングテーマ
- EDテーマ「ガールッピ」（2005年8月24日）
- EDテーマ「ムーンライト・ラブ」（2005年10月26日）

#### アルバム
- ぱにぽにだっしゅ! ヴォーカルアルバム 「学園天国」（2005年10月26日）
- ぱにぽにだっしゅ! 学園祭（ガクエンフェスティバル）（2005年12月28日）
- ぱにぽにだっしゅ! 歌のザ・ベストテン（2006年2月22日）

#### ドラマCD
- ぱにぽにだっしゅ! ドラマCD「宮本研究室のよろず相談」（月刊Gファンタジー2006年1月号付録）
- ドラマCDぱにぽにだっしゅ! Vol. 1「発達したチャクラ」（2006年1月25日）
- ドラマCDぱにぽにだっしゅ! Vol. 2「総天然色桃月劇場」（2006年2月22日）
- ドラマCD ぱにぽに 一難去ってまた一難（ぱにぽに 第15巻 初回限定特装版）

#### DJCD
- ぱにぽにだっしゅ! DJCD「ぱにらじだっしゅ!」第1巻（2006年6月21日）
- ぱにぽにだっしゅ! DJCD「ぱにらじだっしゅ!」第2巻（2006年7月26日）
- ぱにぽにだっしゅ! DJCD「ぱにらじだっしゅ!」第3巻（2006年8月23日）

#### 単行本 特典CD
- ぱにぽにだっしゅ! DJCD 帰ってきた新・ぱにらじの逆襲リターンズ!（ぱにぽに 第12巻 初回限定特装版）
- ぱにぽにだっしゅ! OPコレクション Ver.レベッカ宮本（ぱにぽに 第17巻 初回限定特装版）

## 日本国外
本作品のアニメ版・漫画版ともに、日本国外版も存在する。

### 北米
アメリカのADVフィルムによって、『ぱにぽにだっしゅ!』の北米版DVDが制作されている。
北米版は日本版同様NTSC方式の動画が収録されているが、リージョンコードは1、1巻に4・5話収録、各巻にサブタイトルが付けられる等、日本版とは若干異なるフォーマットとなっている。このサブタイトルは、例えばVol. 1が "Lethal Lesson"、Vol. 2が "Girls N Roses" となっており、パロディ的である。
DVDケースには日本版同様のリバーシブルジャケットがつけられ、 "Hekiru Hikawa Theater" として『氷川へきる劇場』も翻訳されたものが印刷されている。また、初回版には全巻収納ボックスが付属するものがあった。ただし、エンドカードは付属しない。
また、日本語・英語両音声での再生や英語字幕の表示ができるのみならず、日本の風俗・習慣や劇中パロディの元ネタの解説が収録された別字幕が本編再生時に表示可能であったり、ボーナス・トラックとして英語吹替版キャストのメッセージが収録されていたり等、北米版独自のコンテンツも収録されている。
2008年6月より発売元がファニメーションとなる。DVD-BOXが2009年3月に発売されたが、日本版DVD-BOXに収録の新作映像は収録されていない。

#### 吹替版キャスト
- Rebecca "Becky" Miyamoto（レベッカ宮本） - Hilary Haag
- Himeko Katagiri（片桐姫子） - Brittney Karbowski
- Rei Tachibana（橘玲） - Carlee Gabrisch
- Miss Ichijo（一条さん） - Maggie Flecknoe
- Miyako Uehara（上原都） - Natalie Nassar
- Kurumi Momose（桃瀬くるみ） - Melissa Davis
- Sayaka "#6" Suzuki（6号 / 鈴木さやか） - Monica Rial
- "Bunny" Mesousa（メソウサ） - Christine Auten
- Miyuki Igarashi（五十嵐美由紀） - Shelley Calene-Black
- Shu Momose（桃瀬修） - Brandon Hearnsberger
- Yuma/Yuna Kashiwagi（柏木優麻・優奈） - Serena Varghese
- Yuzuko Kurusu（来栖柚子） - Kim-Ly Nguyen
- Mr. Saotome（早乙女先生） - John Gremillion
- Suzune Shiratori（白鳥鈴音） - Kira Vincent-Davis
- Otome Akiyama（秋山乙女） - Cynthia Martinez
- Hibiki Watanuki（綿貫響） - Lesley Tesh
- Yankee（ヤンキー） - Andrew Love
- Zoola（ズーラ） - Eve Jones
- Old Geezer（ジジイ） - Andy McAvin
- Misao Nanjo（南条操） - Sasha Paysinger
- Tsurugi Inugami（犬神つるぎ） - Chris Patton
- Akane Serizawa（芹沢茜） - Luci Christian
- Akira Miyata（宮田晶） - Jessica Boone
- Behoimi（ベホイミ） - Rozie Curtis
- Media（メディア） - Kara Greenberg
- Yuka Kitashima（北嶋由香） - Kalyn Hemphill
- Chika Sato（佐藤千夏） - Mariela Ortiz
- Lord Cat（ネコ神様） - Tommy Drake
- Alien Captain（宇宙人艦長） - Rob Mungle
- Alien Clue（宇宙人部下） - Mike MacRae

### イギリス
イギリスでも北米同様、ADVフィルム（のちにファニメーション）から英語版DVDが発売されている。映像規格がPALに、またリージョンコードが2に変更されている以外は、ほぼ北米版に準じたものである。ただし、2巻の初回限定ボックス付きパッケージは存在しない。

### 台湾
台湾では「嬉皮笑園」のタイトルで青文出版集団より翻訳版コミックスが、マイティメディア（曼迪傳播）よりアニメ版DVDが発行されている。
コミック版は、2006年2月の第1巻初版以降、続巻も次々と発売され、2010年3月現在第13巻までが翻訳されている。またアニメ版DVDは日本語オリジナル音声と中国語（台湾華語）字幕が収録され、全7巻が発売された。
このDVDはNTSC方式でリージョンコードは3となっており、日本版や北米版と異なりリバーシブルジャケットにはなっていないが、初回特典としてエンドカードが付属するのは日本版と同じである。第1巻の初回限定版にはそれに加えて全巻収納ボックスとエンドカードバインダーも付属された。
なお、アニメ版には2007年2月・2008年3月（再放送）・2009年1月（同）より台湾カートゥーン ネットワーク（卡通頻道）で放送された中国語（台湾華語）吹替版も存在する。
日本文化を背景としたネタについては基本的にオリジナルに忠実な翻訳がなされている。ただし、名前の一部にひらがな・カタカナを含んでいる、あるいは国字が使われているキャラクターについては、翻訳されたり適当な漢字が当てられたりしている。

#### 中国語吹替版キャスト
- 宮本蕾貝卡 / 貝琪（レベッカ宮本 / ベッキー） - 傅其慧
- 愛哭兔（メソウサ） - 林美秀
- 片桐姬子 - 郭馨雅
- 橘玲 - 許雲雲
- 桃瀨久留美（桃瀬くるみ） - 林美秀
- 上原都 - 許雲雲
- 一條同學（一条さん） - 林美秀
- 鈴木沙也加 / 6號（鈴木さやか / 6号） - 傅其慧
- 五十嵐美由紀 - 郭馨雅
- 桃瀨修 - 陳幼文
- 柏木優麻 - 許雲雲
- 柏木優奈 - 郭馨雅
- 來栖柚子 - 許雲雲
- 早乙女老師（早乙女先生） - 賀宇傑
- 白鳥鈴音 - 林美秀
- 秋山乙女 - 傅其慧
- 綿貫響 - 許雲雲
- 老頭（ジジイ） - 陳幼文
- 貝荷伊米（ベホイミ） - 林美秀
- 芹澤茜（芹沢茜） - 郭馨雅
- 犬神劍（犬神つるぎ） - 賀宇傑
- 南條操（南条操） - 傅其慧
- 宮田晶 - 林美秀
- 梅蒂亞（メディア） - 郭馨雅

| 日本での表記             | 台湾での表記         |
| ------------------------ | -------------------- |
| ズーラ                   | 蘇拉                 |
| ヤンキー                 | 不良少年             |
| 高見沢ハルカ             | 高見澤遙             |
| 大森みのり               | 大森實               |
| ロボウサ                 | 機械兔               |
| ロボ子                   | 機器子               |
| メカドジラ               | 脫線多吉拉           |
| 一条妹                   | 一條妹               |
| 一条望                   | 一條望               |
| ミカエル                 | 米迦爾               |
| 長谷川（セガール）       | 長谷川（賽格爾）     |
| 日影たづ                 | 日影田津             |
| M25マタンゴ星人          | M25蘑菇星人          |
| よしっぺ                 | 阿良                 |
| ヒロスケ                 | 廣助                 |
| メカ姫子                 | 機械姬子             |
| 雑食怪獣ヒメコー         | 雜食怪獸雞子         |
| ウサ美                   | 兔美妹               |
| 天才卓球ロボAIちゃん     | 天才桌球機器人小愛   |
| トランプギャル           | 撲克女孩             |
| バケツマン（ブリキマン） | 水桶超人（鐵桶超人） |
| パンダ村長               | 熊貓村長             |
| ベホパパ                 | 貝荷爸爸             |
| ベホママ                 | 貝荷媽媽             |
| マイキー                 | 邁奇                 |
| チーちゃん               | 小千                 |
| ホセ                     | 荷西                 |
| ウパ子                   | 海牛子               |
| 宇宙人艦長               | 外星人艦長           |
| 宇宙人部下               | 外星人部下           |
| オオサンショウウオ       | 山椒魚               |
| Qちゃん                  | 小Q                  |
| チュパカブラ             | 藍皮吸血犬           |
| メギラ                   | 美吉拉               |
| ウドくん                 | 宇藤                 |

### 韓国
鶴山文化社（학산문화사）より“패닉스쿨/Panic School”とのタイトルで2005年6月より韓国語版コミックスが発売されている。2010年3月現在、第13巻が最新刊である。
また、インターネット無料VODサービスTVee.co.krにて、『파니포니대쉬!/Pani Poni Dash!』のタイトルで、アニメ版がオリジナル日本語音声に韓国語字幕を被せた形で配信されている。